# Radlefshorn
Radlefshorn är en bergstopp i Schweiz.   Den ligger i distriktet Interlaken-Oberhasli och kantonen Bern, i den centrala delen av landet, 70 km öster om huvudstaden Bern. Toppen på Radlefshorn är 2 603 meter över havet, eller 150 meter över den omgivande terrängen. Bredden vid basen är 0,64 km.
Terrängen runt Radlefshorn är mycket bergig. Närmaste större samhälle är Engelberg, 12,3 km norr om Radlefshorn. 
Trakten runt Radlefshorn är permanent täckt av is och snö. Runt Radlefshorn är det mycket glesbefolkat, med 5 invånare per kvadratkilometer.